# خالد حسيني
خالد حسيني (بالإنجليزية: Khaled Hosseini) كاتب وطبيب أفغاني أمريكي ولد في 4 مارس 1965 في كابل في أفغانستان. روايته الأولى عداء الطائرة الورقية تصدرت قائمة الكتب الأكثر مبيعاً لمدة 4 أسابيع. أما روايته الثانية ألف شمس ساطعة تصدرت قائمة صحيفة نيويورك تايمز لأكثر الكتب مبيعاً لمدة 21 أسبوع و49 أسبوع لأفضل غلاف فني. وصلت مبيعات كلتا الروايتين إلى 38 مليون نسخة على الصعيد الدولي.

## سيرته
في عام 1970 انتقل وعائلته إلى إيران حيث كان والده يعمل في سفارة أفغانستان في طهران. ثم عادت عائلة حسيني إلى كابول في عام 1973.
في عام 1976، حصل والده على وظيفة في باريس، فرنسا وانتقلت العائلة إلى هناك. كانوا غير قادرين على العودة إلى أفغانستان بسبب الثورة في ساور. وبعد مرور سنة على الغزو السوفياتي لأفغانستان، طلبت العائلة حق اللجوء السياسي في الولايات المتحدة وجعل اقامتهم في سان خوسيه، كاليفورنيا عام 1980.
تخرج من مدرسة الاستقلال العليا في سان خوسيه في عام 1984 والتحق بجامعة سانتا كلارا، حيث حصل على درجة البكالوريوس في علم الأحياء في عام 1988. في العام التالي، دخل جامعة كاليفورنيا في سان دييغو، كلية الطب، حيث حصل على الدكتوراه في عام 1993. مارس مهنة الطب لأكثر من عشر سنوات، حتى عام ونصف العام بعد إصدار سباق الطائرة الورقية.
هو حاليا المبعوث للنوايا الحسنة المفوضية العليا للأمم المتحدة لشؤون اللاجئين. عمل جاهداً على توفير المساعدة الإنسانية في أفغانستان من خلال مؤسسة خالد حسيني. وقد استلهم مفهوم المؤسسة من رحلة إلى أفغانستان في عام 2007 مع المفوضية العليا للاجئين. يعيش في ولاية كاليفورنيا الشمالية مع زوجته رويا وطفليهما.

## أعماله
روايات

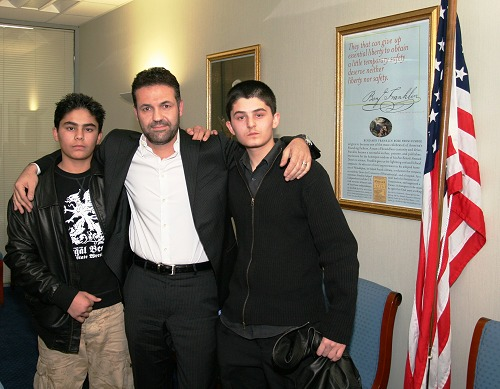
خالد حسيني مع ممثليي فيلم عداء الطائرة الورقية

- عداء الطائرة الورقية: تدور أحداث الرواية في أفغانستان، منذ سقوط النظام الملكي وحتى انهيار نظام طالبان، وفي منطقة خليج سان فرانسيسكو، وتحديدا في فريمونت، كاليفورنيا. مواضيعها تتضمن العديد من التوترات العرقية بين البشتون والهزارة في أفغانستان. وقد تم تحويلها إلى فيلم سينمائي يحمل نفس الاسم وعرض في ديسمبر 2007.
- ألف شمس ساطعة: صدرت في 22 أيار من عام 2007. تدور أحداث الرواية في أفغانستان أيضاً أثناء المرحلة الانتقالية في أفغانستان لثلاثين سنة من الاحتلال السوفياتي لسيطرة طالبان وإعادة البناء في مرحلة ما بعد طالبان. وتتناول العديد من القضايا من منظور نسائي. وتم بيع حقوق تحويلها إلى فيلم لإحدى شركات الإنتاج الأمريكية.
- ورددت الجبال الصدى: روايته الثالثة وهي الأحدث. صدرت في 21 أيار من عام 2013 باللغة الإنجليزية، وقد ترجمت إلى اللغة العربية.
- صلاة البحر : روايته الرابعة، و قد صدرت في 30 آب 2018

## روابط إضافية
- موقع الكاتب

## روابط خارجية
- خالد حسيني على موقع IMDb (الإنجليزية)
- خالد حسيني على موقع الموسوعة البريطانية (الإنجليزية)
- خالد حسيني على موقع مونزينجر (الألمانية)
- خالد حسيني على موقع ميوزك برينز (الإنجليزية)
- خالد حسيني على موقع إن إن دي بي (الإنجليزية)
- خالد حسيني على موقع ديسكوغز (الإنجليزية)
- خالد حسيني على موقع قاعدة بيانات الفيلم (الإنجليزية)